# Robert Carver
Pour les articles homonymes, voir Carver.
Robert Carver (aussi Carvor, Arnot c. 1485 - c. 1570) est un chanoine écossais et compositeur de musique sacrée à l'époque de la Renaissance.
Carver est considéré comme le plus grand compositeur écossais du XVIe siècle. Il est surtout connu pour sa musique chorale polyphonique dont cinq messes nous sont parvenues ainsi que deux motets. Les œuvres qui peuvent certainement lui être attribuées sont recensées dans le Carver Choirbook conservé à la National Library of Scotland.
Les compositions de Carver, remarquées pour l'accumulation progressive des idées vers une résolution dans les passages finaux, sont encore jouées et enregistrées aujourd'hui. Carver a été influencé par les compositeurs de l'Europe continentale et sa musique diffère grandement de celle produite par beaucoup de ses contemporains en Écosse ou en Angleterre à l'époque. Très ornée dans le style, elle ressemble le plus à la musique richement décoré du Livre de chœur d'Eton.

## Biographie
Carver passe la plus grande partie de sa vie à l'abbaye de Scone. Un livre récemment redécouvert du chapitre de chanoines de l'abbaye, avec plus de 50 exemples de la signature de Carver, suggère qu'il y a passé l'ensemble de sa longue vie comme chanoine, ayant intégré la communauté en 1508 et y ayant vécu jusqu'à ce que l'établissement soit détruit par les réformateurs protestants en 1559. Plusieurs travaux dans The Carver Choirbook désigne le compositeur du nom Robert Carver alias arnat. On sait peu de choses de sa vie après cet événement.
Un homme du nom de Robert Arnott a été enregistré dans la même période comme chanoine de la chapelle royale du château de Stirling. Cependant, comme la présence de ce Robert Arnott à la Chapelle Royale et l'usage par Carver de l'alias Arnot ne coïncident pas, et qu'en outre le Robert Arnott de la chapelle royale a signé un document pour une Margaret Arnott qui est clairement une parente de sang, il semble probable que Robert Carver et Robert Arnott sont deux personnes distinctes.

## Compositions connues
Les œuvres suivantes sont attribuées à Robert Carver dans le Carver Choirbook :
- Dum sacrum mysterium. Messe pour dix voix.
- L'homme armé. Messe pour quatre voix.
- Pater Creator omnium. Messe pour quatre voix.
- Fera pessima. Messe pour cinq voix.
- Messe sans titre pour six voix.
- O bone Jesu. Motet pour dix-neuf voix.
- Gaude flore virginali. Motet pour cinq voix.

Une messe anonyme à trois voix dans le Livre de chœur de Carter ainsi qu'une messe Cantate Domino pour six voix dans les Douglas / Fischer Partbooks sont généralement attribuées à Carver. Certains spécialistes créditent également Carver de la composition de la messe Felix namque pour six voix, également dans le Dowglas/ Fischar Partbooks.

## Source de la traduction
- (en) Cet article est partiellement ou en totalité issu de l’article de Wikipédia en anglais intitulé « Robert Carver (composer) » (voir la liste des auteurs).